# Округ Меткалф (Кентаки)
Меткалф (енгл. Metcalfe County) је округ у америчкој савезној држави Кентаки.

## Демографија
По попису из 2010. године број становника је 10.099, што је 62 (0,6%) становника више него 2000. године.
| Група             | 2000.         | 2010.         |
| Белци             | 9.719 (96,8%) | 9.730 (96,3%) |
| Афроамериканци    | 165 (1,6%)    | 154 (1,5%)    |
| Азијати           | 7 (0,1%)      | 14 (0,1%)     |
| Хиспаноамериканци | 53 (0,5%)     | 115 (1,1%)    |
| Укупно            | 10.037        | 10.099        |